# .ir
.ir는 이란의 인터넷 국가 코드 최상위 도메인이다. Institute for Research in Fundamental Sciences에서 관리한다.

## 2차 도메인
- .ir – 공개
- .ac.ir – 학술(고등 교육 및 연구 기관) 및 학계.
- .co.ir – 상업/회사
- .gov.ir – 정부(이란 이슬람 공화국)
- .id.ir – 개인용, 고유한 국가 식별 번호당 하나
- .net.ir – CRA가 승인한 ISP 및 네트워크 회사
- .org.ir – 비영리 단체
- .sch.ir – 학교, 초등 및 중등 교육